# Porte-monnaie électronique
Pour les articles homonymes, voir PME.
Le porte-monnaie électronique (ou portemonnaie électronique selon la réforme de l'orthographe de 1990) est un dispositif qui peut stocker de la monnaie sans liant avec un compte bancaire et permet d'effectuer directement des paiements sur des terminaux adéquats.

## Description
Le porte-monnaie électronique, également dit portefeuille électronique (e-wallet en anglais), couvre deux réalités différentes. Le premier type de PME est la carte bancaire prépayée, qui peut stocker de la monnaie sans avoir besoin d'un compte bancaire et d'effectuer directement des paiements sur des terminaux de paiement. Ce dispositif est très sécurisé car il est impossible à partir de la carte de remonter au compte bancaire principal, le transfert est dans la plupart des cas instantané et il est possible de payer également dans les boutiques physiques. Skrill est le moyen de paiement de la sorte le plus utilisé à l’échelle mondial ainsi que UPayCard, un PME multi-devises récent qui permet aussi de gérer les cryptomonnaies telles que le Bitcoin, le Litecoin, le Ripple ou l’Ethereum.
Un PME peut aussi prendre la forme d’un dispositif de paiement lié directement à une application de téléphone mobile, à une adresse mail tel que PayPal ou encore à un numéro de téléphone tel que Twint en Suisse. Cela permet au créditeur de transférer de l’argent depuis son compte sans avoir besoin des coordonnées bancaires du bénéficiaire. Ces dispositifs agissent donc comme un substitut à la carte bancaire traditionnelle et le mot de portefeuille électronique peut ainsi être contesté, l'appareil ne contenant pas de monnaie mais permettant simplement d’accéder à son compte bancaire de façon sûre. Ce format ne cesse de se développer car ses avantages sont nombreux : ils permettent un transfert en ligne à la fois sécurisé, des systèmes avancés étant mis en place pour détecter les fraudeurs, la plupart d'entre eux utilisant les moyens de cryptage les plus récents ; rapide tant par la durée nécessaire au créditeur pour transférer l’argent que pare la durée nécessaire pour arriver au bénéficiaire ; et de plus en plus international tendant ainsi à réduire les taxes.
Ces deux types de PME se démarquent donc des moyens de paiements traditionnels tels que le virement par leur facilité d’utilisation, la sécurité et l’exécution rapide des transferts. Ces transferts peuvent se faire à différentes échelles : entre deux entreprises, entre une société et un particulier ou encore entre des particuliers.
Les acteurs sont donc nombreux ; allant du particulier aux banques en passant par les commerces, les entreprises, etc. De plus, ce type d’application ne cesse d’évoluer afin de répondre au mieux au besoin d’utilisateurs de plus en plus nombreux, d’où une certaine concurrence entre les grandes entreprises faisant la promotion des PME. Le piratage et l’extorsion de ce type de porte-monnaie est encore un sujet peu abordé étant donné la récente mise en place de ce type de porte-monnaie.

### Utilisations
L’implémentation de ce nouveau système permet de réduire la circulation des espèces ; ce qui diminue drastiquement les coûts de gestion que ce soit pour les banques (comptage, conservation, transport, etc.) ou pour les commerçants (fonds de caisse à conserver, comptages, manipulations, transport, etc.). L’usager se voit également moins encombré.
Le PME permet également d’effectuer des transactions en ligne que ce soit sur des sites ou de simples micropaiements. Ces micropaiements peuvent permettre l’accès à différentes prestations (parking, vélo en libre-service, cantine, etc.) disponibles directement depuis l’appareil avec lequel le paiement a été effectué. Ceci réduit ainsi la quantité de tickets/jetons à produire et également les vols.
La possibilité d’avoir accès à son PME joue également un jour important dans le développement des différentes sociétés locales où un accès à la monnaie est difficile. La mise en place de système de paiement par téléphone ou PME permet dans certaines parties du monde un développement et une croissance de l’économie locale importante. Le développement économique de ces sociétés dites “cashless” peut jouer un rôle important dans la globalisation du marché mondiale.
Cependant l’utilisation des PME est encore faible quant au marché disponible, ceci s’explique par une technique encore mal comprise par une partie de la population. De plus seuls certains porte-monnaie électroniques intègrent la fonction paiement sans contact dite NFC qui reste encore controversée et piratable.

## Historique

### Naissance
En 1999, telle était la définition du porte-monnaie électronique (PME) : « Il s’agit d’une carte prépayée dans laquelle est stocké un pouvoir d’achat ». Les cartes prépayées sont alors les premiers PME conçus. Elles ont été créées sur le même modèle que les cartes bancaires à puces (Visa, Mastercard, etc.) dont le but d’effectuer ses achats facilement à l’aide d’une carte stockant la monnaie plutôt que de transporter avec soi une certaine quantité de liquidité.
La différence fondamentale entre les deux types de cartes est que la carte bancaire est liée au compte bancaire du particulier qui est ainsi débité à chaque transaction alors que la carte prépayée comme son nom l’indique est basé sur le prépaiement qui consiste à débiter le compte d’un certain montant qui deviendra alors par la suite un fond utilisable lors des achats.
A cette période il n’y a pas moins de sept millions de cartes diffusées dans 34 pays (70 expériences) circulant déjà dans le monde. Divers PME ont vu le jour en Europe : La Finlande (Avant), le Danemark (Danmont) et le Portugal (Multibanco Electronique Purse MEP) ont été les premiers pays à lancer un produit à l’échelle nationale au début des années 1990.

### Paiement mobile
Le début des années 2000 marque l’avènement d’internet, ce nouvel outil fait naître de nouvelles manières de communiquer plus rapidement. Pour les banques l’utilisation d’internet leur permet alors de développer de nouvelles manières de vérifier leurs comptes et aussi de faire des paiements à l’aide de virements, de transferts, etc. L’arrivée des Smartphones ouvre alors la perspective à la création de nouveaux PME, car la possibilité d’avoir internet sur son appareil mobile permet alors de bénéficier des services offerts par les banques à portée de main et à tout moment.
Le paiement mobile est une notion apparue vers 2010 pour désigner les divers achats effectuables à partir d’un téléphone portable. Parmi les services alors proposés certains permettent au téléphone mobile de devenir un porte-monnaie électronique rechargeable et géré par le fournisseur de services du paiement. De nombreuses applications voient alors le jour et répondent à la description de PME, deux catégories peuvent alors être définies :
- la première regroupe les applications mobiles qui ont le même fonctionnement que la carte prépayée, par exemple Paypal. Ces dernières reposent sur le stockage de monnaie soit depuis son compte bancaire ou un rechargement par carte bancaire sur diverses bornes (banques, bureaux de poste, partenaires) ;
- la deuxième est le Mobile Money, qui ne nécessite pas d’être souscrit à une banque, ni même d’accès à Internet. Il s’agit d’une technologie reposant sur les opérateurs téléphoniques pour effectuer les transactions souhaitées. Ces derniers font office d’intermédiaire pour le rechargement du PME et le transfert d’argent entre particuliers. Les Mobile Money sont très développés dans les pays d’Afrique, d’Asie et d’Amérique Latine car elles présentent de réels avantages pour les personnes vivant dans des zones reculées ou peu développées. Ce dispositif est d’ailleurs utilisé par près d'1,3 milliard de personnes.

## Exemples
- en Allemagne
  - Geldkarte
- en Autriche :
  - Quick (de)
- en Belgique :
  - Proton, fonctionnalité intégrée à toutes les cartes de banque ;
  - Sixdots, utilisable sur téléphone mobile
- au Canada :
  - Interac, fonctionnalité intégrée à toutes les cartes de banque et fonctionnant dans la très très grande majorité des commerces ;
- en France :
  - Porte-monnaie électronique CO.RE.S, en 2002 à Villiers-sur-Marne ;
  - Moneo de 2000 (après abandon des systèmes Modeus et Mondex) à juillet 2015 ;
  - Après l'abandon de Moneo en 2015, le Crous a repris le service sous le nom d'Izly
- à Hong Kong :
  - la carte Octopus de 1997 ;
- au Japon :
  - En 2012, près de 200 millions de porte-monnaie électroniques ont été activés au Japon pour plus d'un million de terminaux de lecture installés dans les commerces, conduisant à plus de 230 millions de paiements par mois pour 200 milliards de yens (1,8 milliard d'euros)[5]. Les plus répandus sont, dans l'ordre, Waon (groupe ÆON), Suica (JR East), Nanaco (Seven & I Holdings), Edy (Rakuten) ; tous utilisent la technologie FeliCa mise au point par Sony[5].
- aux Pays-Bas :
  - Chipknip, fonctionnalité intégrée à toutes les cartes de banque ;
  - MiniTix (nl), système de paiement sans contact de Rabobank;
- en Suisse :
  - Cash, en Suisse et Liechtenstein, abandonné en 2013 ;
  - SwiKey SA, solution de paiement en ligne sans carte de crédit ;
  - Twint[6], solution de Postfinance pour paiement par tout type de canal (cartes, virement, postomat, retrait automatique)
  - Paymit, solution de Six en collaboration avec les grandes banques suisses (paiement limité)